# Petsivaara
Petsivaara är en kulle i Finland. Den ligger i Enare kommun i landskapet Lappland, i den norra delen av landet, 1 000 km norr om huvudstaden Helsingfors. Toppen på Petsivaara är 218 meter över havet, eller 52 meter över den omgivande terrängen. Bredden vid basen är 6,4 km. Petsivaara ligger vid sjön Petsijärvi.
Terrängen runt Petsivaara är huvudsakligen platt. Trakten runt Petsivaara är nära nog obefolkad, med mindre än två invånare per kvadratkilometer.